# Ishirō Honda
Ishirō Honda (本多猪四郎 Honda Ishirō), uneori menționat greșit ca "Inoshiro Honda", (n. 7 mai 1911, Yamagata, Japonia – d. 28 februarie 1993, Tokyo⁠(d), Tōkyō, Japonia) a fost un regizor japonez, scenarist și producător de filme. Este probabil cel mai notabil pentru seria de filme tokusatsu „Godzilla”.

## Filmografie
- A Story of a Co-Op (1949)
- Ise Island (1950)
- The Blue Pearl (1951)
- The Skin of the South (1952)
- The Man Who Came to Port (1952)
- Adolescence Part II (1953)
- Eagle of the Pacific (1953)
- Farewell Rabaul (1954)
- Godzilla (1954)
- Love Makeup (1955)
- Cry-Baby (1955)
- Half Human (1955)
- Night School

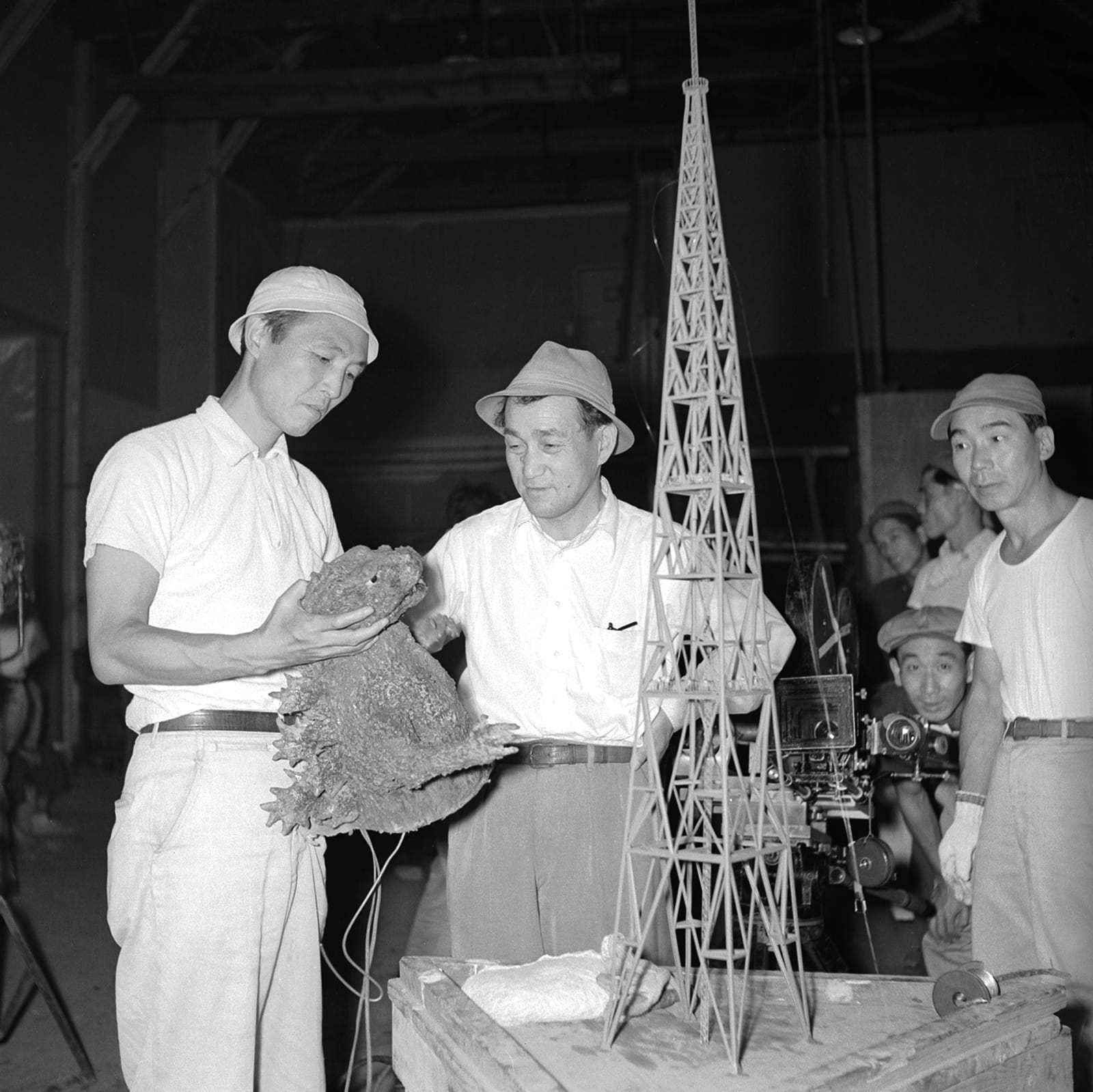
Honda (left) working on the set of the original Godzilla

- Godzilla, King of the Monsters! (1956)
- People of Tokyo, Goodbye (1956)
- Rodan (1956)
- Young Tree (1956)
- A Teapicker's Song of Goodbye (1957)
- A Farewell to the Woman Called My Sister (1957)
- A Rainbow Plays in My Heart (1957)
- Be Happy, These Two Lovers (1957)
- The Mysterians (1957)
- Song for a Bride (1958)
- The H-Man (1958)
- Varan the Unbelievable (1958)
- Battle in Outer Space (1959)
- The Human Vapor (1960)
- Mothra (1961)
- Gorath (1962)
- King Kong vs. Godzilla (1962)
- Matango (1963)
- Atragon (1963)
- Mothra vs. Godzilla (1964)
- Dogora, the Space Monster (1964)
- Ghidorah, the Three-Headed Monster (1964)
- Frankenstein vs. Baragon (1965)
- Invasion of the Astro-Monster (1965)
- The War of the Gargantuas (1966)
- King Kong evadează (1967)[7]
- Destroy All Monsters (1968)
- All Monsters Attack (1969)
- Latitude Zero (1969)
- Space Amoeba (1970)
- Terror of Mechagodzilla (1975)

## Colaborări cuAkira Kurosawa
- Stray Dog (1949)
- Kagemusha (1980) - regizor secund și consilier[8]
- Ran (1985)
- Dreams (1990)
- Rhapsody in August (1991)
- Madadayo (1993) - consilier[9]